# کانگاس
کانگاس (به اسپانیایی: Cangas, Pontevedra) یک شهرستان در اسپانیا است که در استان پنتبدرا واقع شده‌است.

## خصوصیات
کانگاس ۳۸٫۱ کیلومترمربع مساحت و ۲۵٬۵۳۷ نفر جمعیت دارد و ۹ متر بالاتر از سطح دریا واقع شده‌است.